# Atletica leggera ai XVII Giochi del Mediterraneo - 3000 metri siepi maschili
Le gare di atletica leggera nella categoria 3000 metri siepi maschili si sono tenute il 28 giugno 2013 al Nevin Yanıt Atletizm Kompleksi di Mersin.

## Calendario
Fuso orario EET (UTC+3).
| Data      | Ora   | Turno  |
| --------- | ----- | ------ |
| 28 giugno | 20:30 | Finale |

## Risultati
Le 10 atlete partecipanti disputano direttamente la finale.

### Finale
| Pos. | Atleta                   | Nazionalità | Tempo   | Note |
| ---- | ------------------------ | ----------- | ------- | ---- |
|      | Amor Ben Yahia           | Tunisia     | 8'14"05 |      |
|      | Tarık Langat Akdağ       | Turchia     | 8'20"08 |      |
|      | Hamid Ezzine             | Marocco     | 8'21"03 |      |
| 4    | Abdelmadjed Touil        | Algeria     | 8'22"62 |      |
| 5    | Jaouad Chemlal           | Marocco     | 8'24"77 |      |
| 6    | Patrick Nasti            | Italia      | 8'32"46 |      |
| 7    | Hichem Bouchicha         | Algeria     | 8'33"38 |      |
| 8    | Roberto Aláiz Villacorta | Spagna      | 8'42"61 |      |
| 9    | Timothée Bommier         | Francia     | 8'44"30 |      |
| 10   | Hakan Duvar              | Turchia     | 8'58"40 |      |
| 11   | Pep Sansa                | Andorra     | 9'44"69 |      |